# Andreas Schröter
Andreas Clemens Schröter (ur. 18 czerwca 1774 w Bisztynku, zm. 18 października 1863 we Fromborku) – duchowny rzymskokatolicki, proboszcz kościoła św. katarzyny w Braniewie, honorowy obywatel miast Braniewa i Bisztynka.  

## Życiorys
Andreas Schröter urodził się w 1774 w Bisztynku. 2 maja 1798 roku otrzymał święcenia kapłańskie w katedrze fromborskiej z rąk biskupa Karola von Hohenzollerna. Był wikariuszem w Bisztynku. Znał języki niemiecki i łaciński. W 1813 został mianowany proboszczem w Orzechowie (gmina Dobre Miasto). W latach 1821–1824 proboszcz parafii w Bisztynku. W latach 1824–1853 sprawował urząd archiprezbitera kościoła św. Katarzyny w Braniewie. W 1826 roku rząd pruski wszczął proces przeciwko ks. Andreasowi Schröterowi oraz jego wikarym, oskarżając ich o naruszenie pokoju religijnego poprzez prowadzenie prozelityzmu wśród ewangelików i ingerencję w kwestii wyznania małżeństw mieszanych. W maju 1826 Wyższy Sąd Krajowy w Królewcu (Oberlandesgericht) wydał wyrok skazujący Schrötera „… z powodu uzasadnionego podejrzenia, że ewangelicka społeczność przez zniesławiające pomówienia została obrażona, w publicznych kazaniach próbował wzbudzać nienawiść i rozgoryczenie między gminą ewangelicką i katolikami, ze swojego stanowiska dziekana i proboszcza zostanie przeniesiony na inne stanowisko oraz zostanie ukarany ośmiotygodniowym aresztem”. Trzej wikarzy, Anton Thiel (późniejszy proboszcz), Josef Neumann, Mateusz Reski, zostali obciążeni kosztami sądowymi, po 5 talarów każdy. Oskarżeni złożyli odwołanie od wyroku i w maju 1827 sąd po rozpatrzeniu sprawy uniewinnił ich od wszystkich zarzutów, uzasadniając, że „… nie istniały żadne istotne przesłanki wdrażania tego śledztwa”. Proces z władzami pruskimi ostatecznie wygrał proboszcz Schröter, co świadczyło o niezawisłości sądu od państwa w ówczesnych czasach.
Ksiądz Schröter miał wcześniej jeszcze jeden proces z władzami pruskimi, gdy w 1825 roku odmówił pochówku Korneliusowi Burgundowi, wieloletniemu dyrektorowi Seminarium Nauczycielskiego w Braniewie. Kornelius Burgund był eksduchownym katolickim, który zrzuciwszy sutannę, poszedł na służbę władz pruskich. Co więcej, był likwidatorem braniewskiego klasztoru ojców jezuitów, a także zadecydował o rozbiórce średniowiecznego pofranciszkańskiego kościoła klasztornego. Za to został obłożony najrozmaitszymi kościelnymi karami, a po śmierci ks. Schröter odmówił mu pochówku. Ksiądz Schröter miał naturę wojowniczą, procesował się nie tylko z własnymi wikarymi, ale też np. z kupcem braniewskim Pfaulem, który tuż pod kościołem urządził browar i świńską fermę i ścieki odprowadzał do fosy miejskiej, zatruwając teren przy kościele. Mimo tego ksiądz Schröter był ceniony przez swych przełożonych i mieszkańców miasta, w 1833 roku został mianowany kanonikiem fromborskim, a następnie honorowym obywatelem Braniewa i Bisztynka. Darzony szacunkiem był również przez władze pruskie, które odznaczyły go orderem Orła Czerwonego III klasy.
Andreas Schröter zmarł 18 października 1863 roku w Braniewie, pochowany został na cmentarzu we Fromborku.